# Luisa de Saboya (2006)
Luisa de Saboya (Ginebra, 16 de agosto de 2006) es una aristócrata italiana. Es la hija menor del príncipe Manuel Filiberto de Saboya y la actriz francesa Clotilde Courau. Por lo tanto es bisnieta de los últimos reyes de Italia, Humberto II y María José.

## Biografía
La princesa Luisa nació en Ginebra, Suiza el 6 de agosto de 2006, siendo la segunda hija de Manuel Filiberto de Saboya y Clotilde Courau, ostenta las nacionalidades: italiana, suiza y francesa.